# Poręba (województwo śląskie)

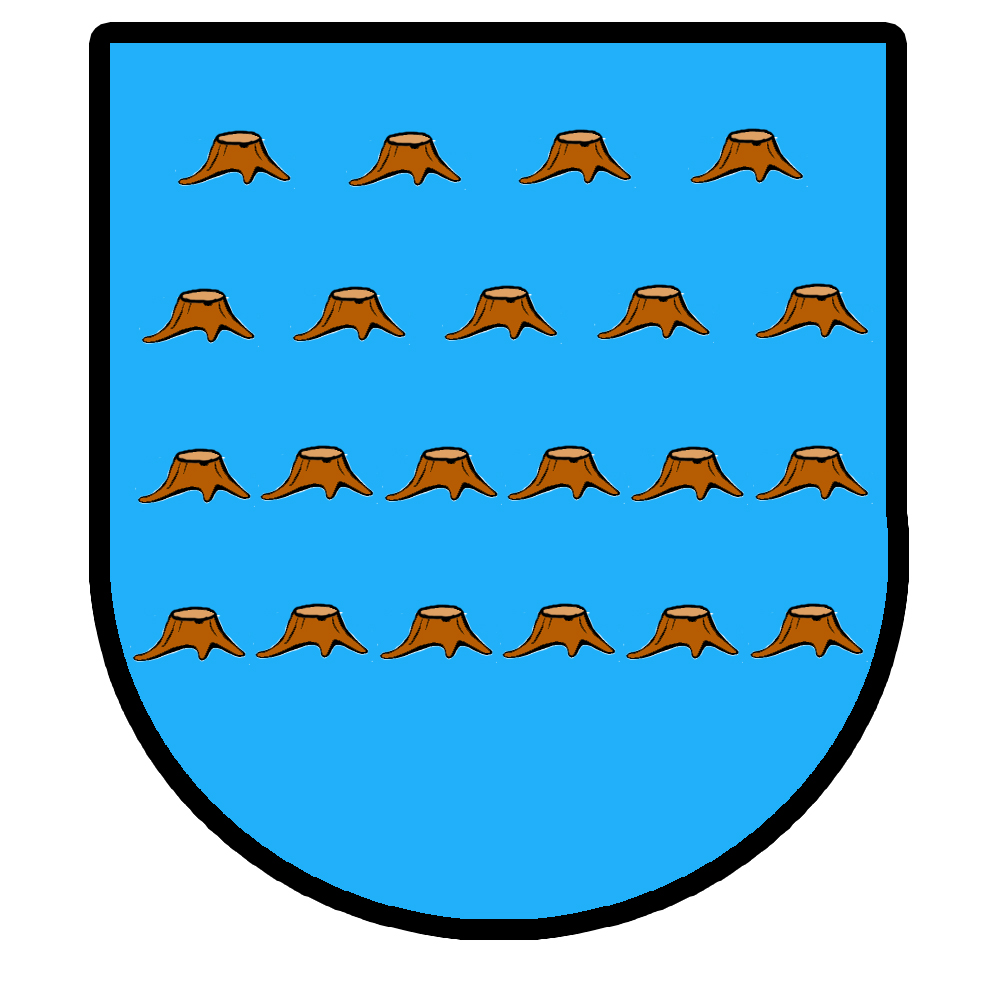
Nieoficjalny herb wsi Poręba

Poręba (niem. Poremba) – wieś w Polsce położona w województwie śląskim, w powiecie pszczyńskim, w gminie Pszczyna. Jest jednostką pomocniczą gminy Pszczyna utworzoną przez Radę Miejską w drodze uchwały na zasadach określonych w statucie gminy. Powierzchnia wsi wynosi 8,43 km², żyje w niej 1048 mieszkańców (dane z 2014 r.).
W latach 1973–75 w gminie Wisła Wielka. W latach 1975–97 dzielnica Pszczyny. Od 1 stycznia 1998 w gminie Pszczyna.
Od wschodu sąsiaduje z miastem Pszczyna, zaś od zachodu graniczy ze sołectwem Brzeźce. Północnymi sąsiadami są należące do Gminy Suszec sołectwa Kobielice i Radostowice. Przez miejscowość przebiega główna droga wojewódzka nr 933. Od południa Poręba graniczy z zbiornikiem Łąka.

## Historia
Wieś została założona na przełomie XIII i XIV wieku. Została urządzona na wzór niemieckiego prawa kolonialnego. Powstała na terenie wyrębu drzewnego – stąd nazwa i herb.
W dokumencie sprzedaży dóbr pszczyńskich wystawionym przez Kazimierza II cieszyńskiego w języku czeskim we Frysztacie w dniu 21 lutego 1517 roku wieś została wymieniona jako Poruby.
W XIX wieku istniał we wsi nowoczesny, kapitalistyczny folwark książęcy (Heinrichshof).
W styczniu 1945 r. przez miejscowość przeszły tzw. marsze śmierci z obozów KL Auschwitz w Oświęcimiu na stację kolejową w Wodzisławiu Śląskim.
W końcowym okresie II wojny światowej, w kwietniu 1945 roku, w pobliżu wsi (w trójkącie Poręba – Kobielice – Brzeźce) powstało radzieckie lotnisko polowe. Z lotniska wykonano ok. 500 lotów bojowych. M. in. w czasie walk o Bramę Morawską (tzw. Operacja morawsko-ostrawska) z tego lotniska rozpoczęła loty bojowe 1. Czechosłowacka Mieszana Dywizja Lotnicza.
W latach 1975–1998 miejscowość należała administracyjnie do województwa katowickiego.

## Religia
- Parafia św. Maksymiliana Marii Kolbego w Porębie

## Galeria

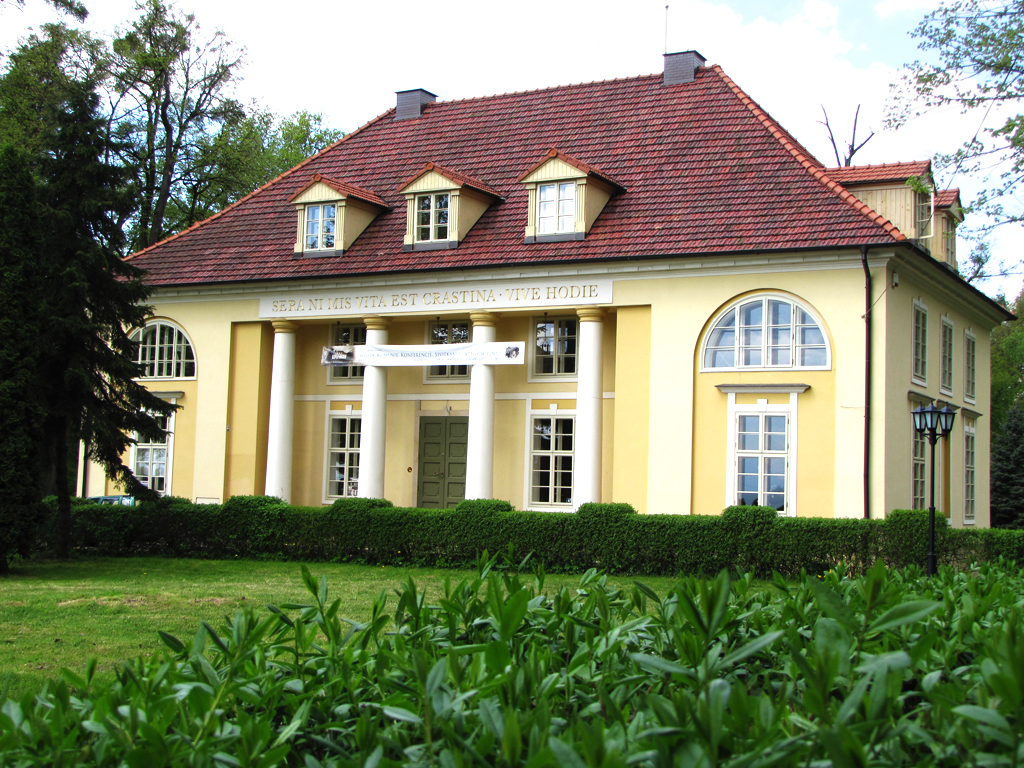
Zameczek myśliwski w Porębie (bażantarnia)
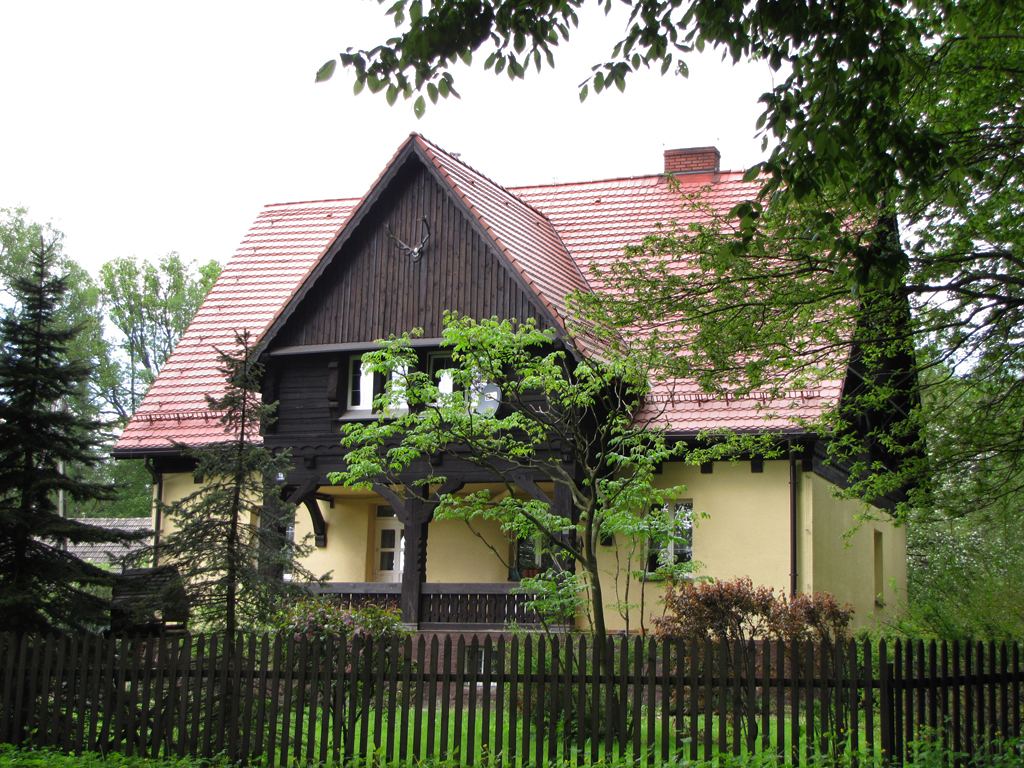
Leśniczówka w Porębie
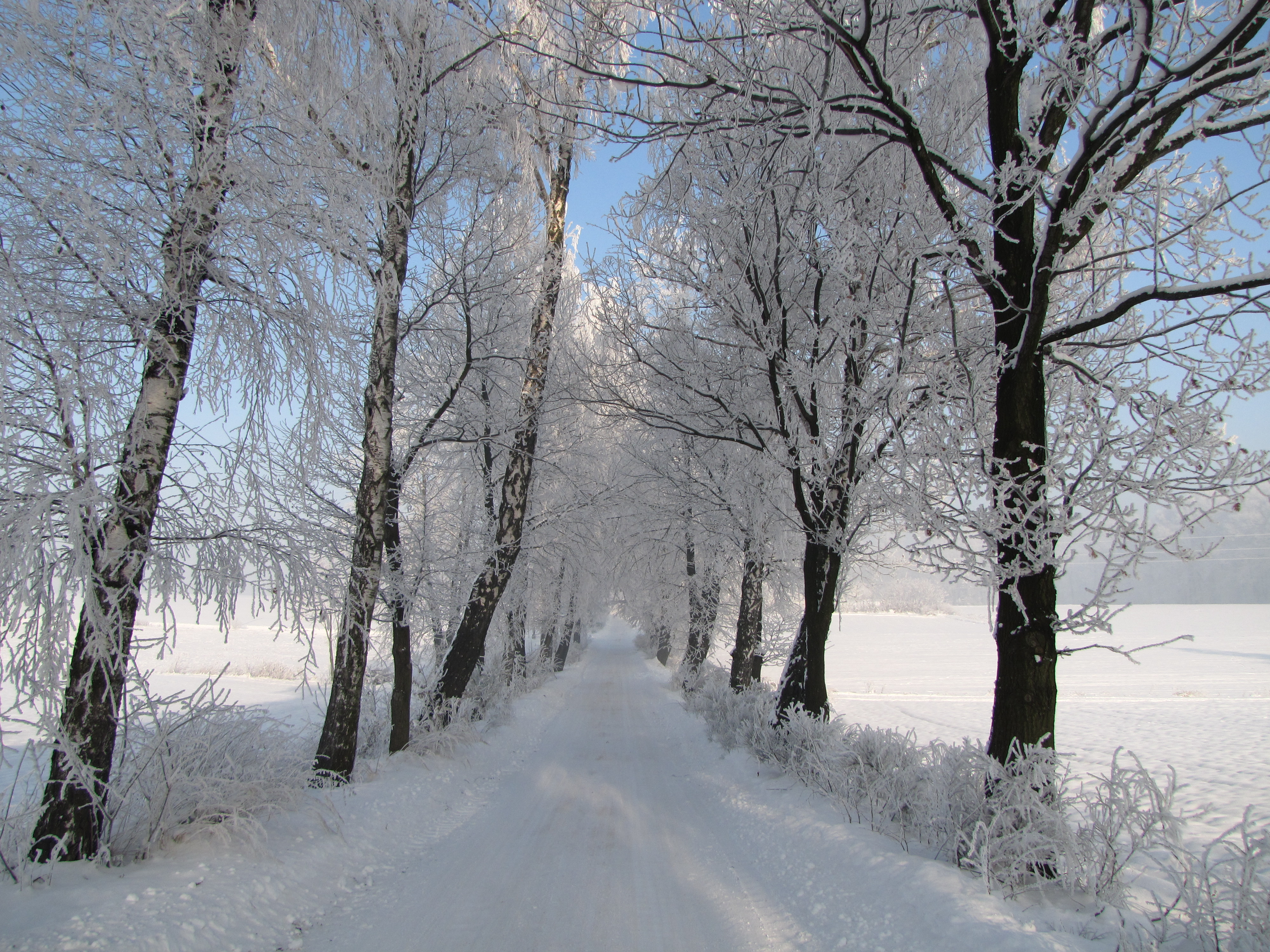
Ulica Narutowicza (brzozówka)
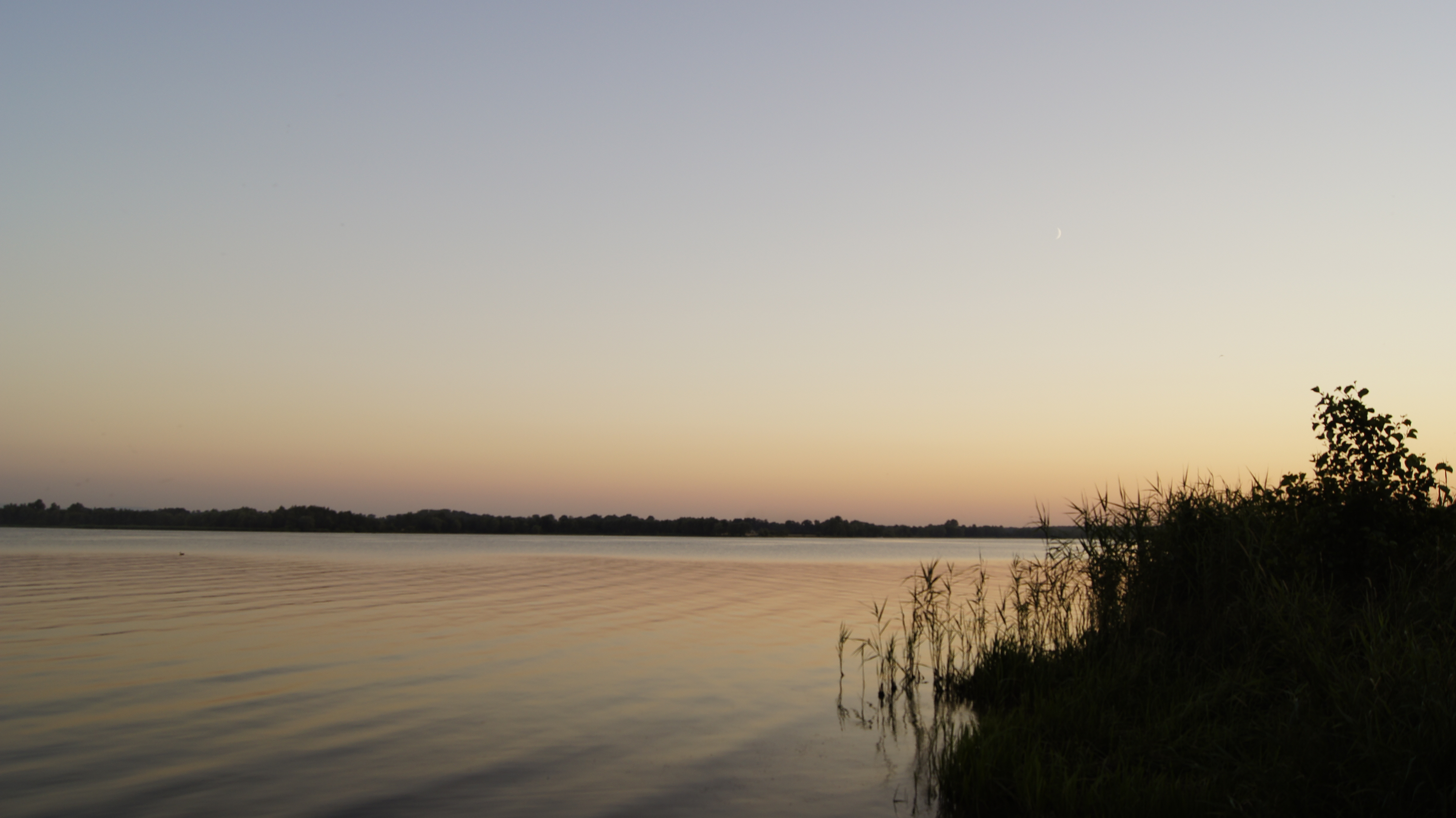
Zachód słońca w Porębie nad jeziorem łąckim
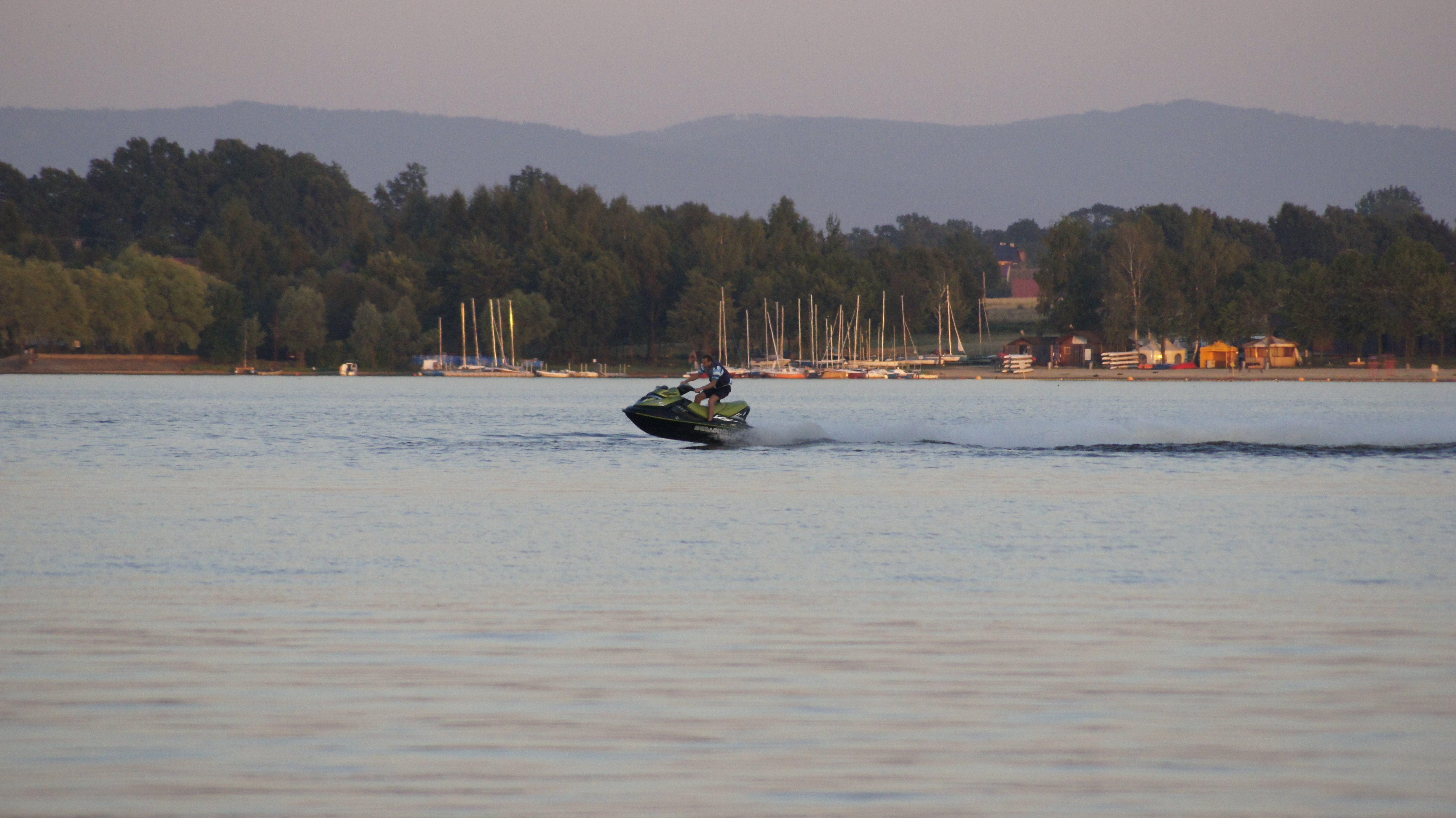
Sporty motorowodne na akwenie łąckim w Porębie
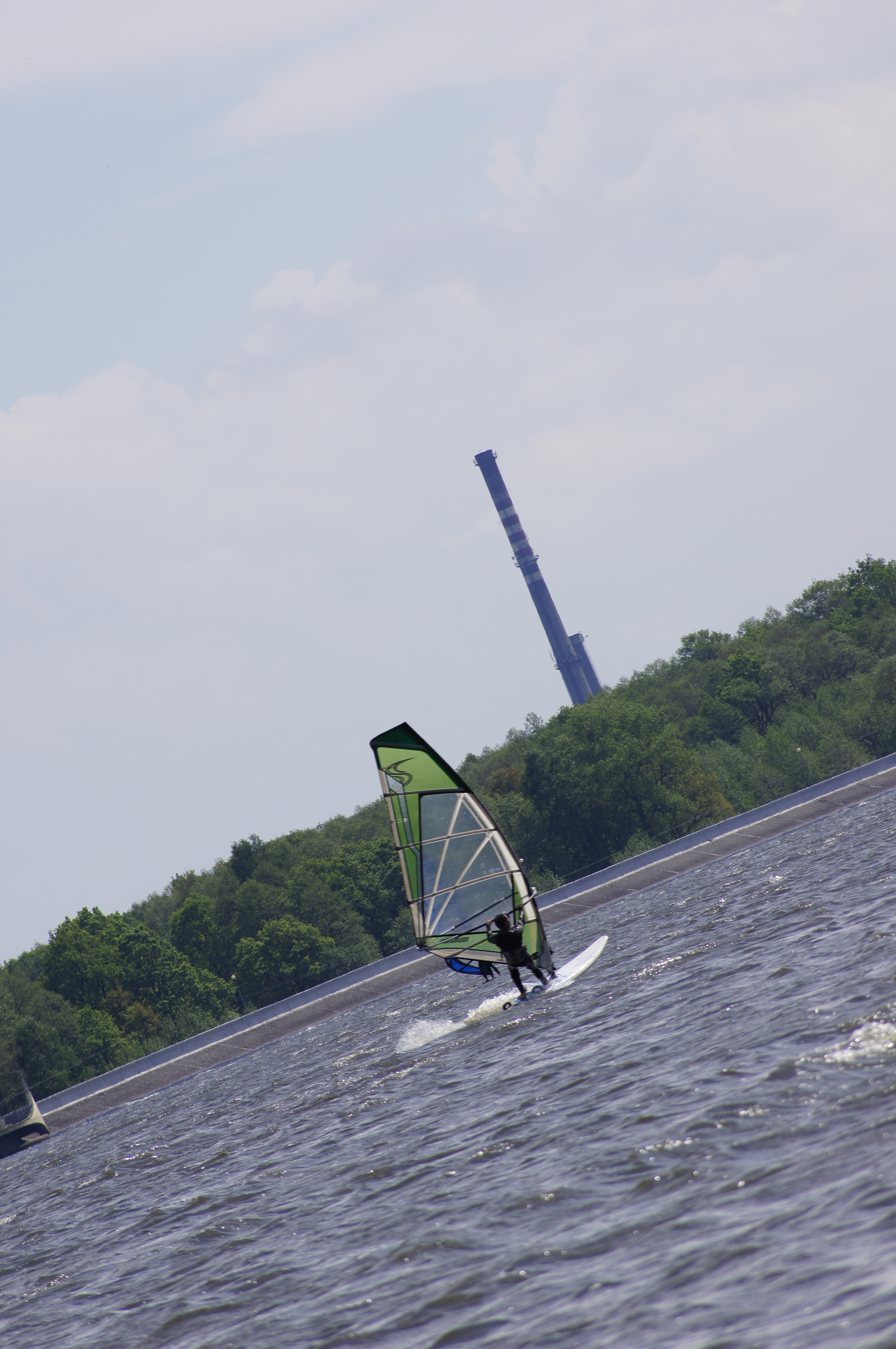
Sporty wodne na akwenie łąckim w Porębie
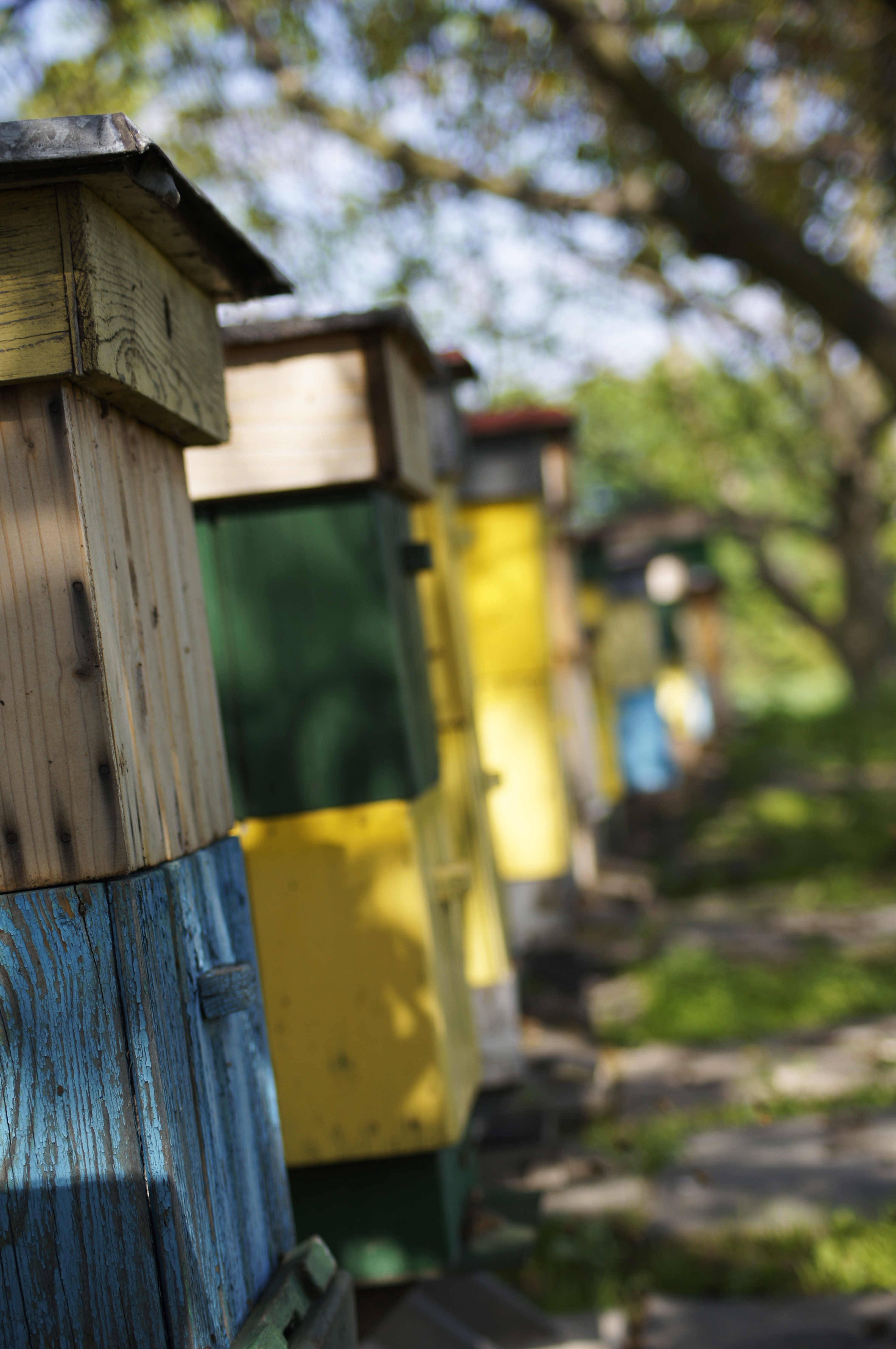
Pasieka ekologiczna w Porębie
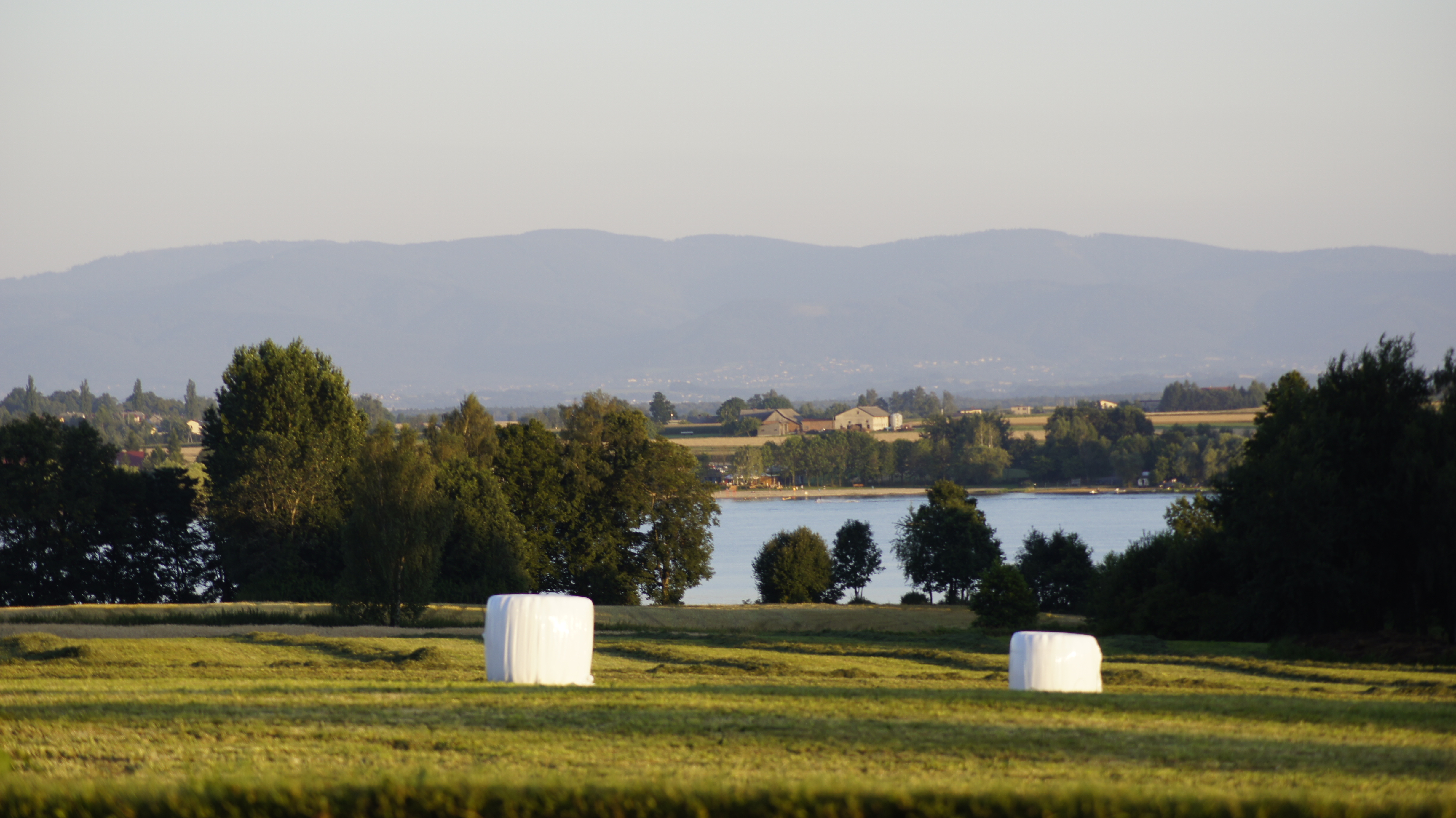
Widok na akwen łącki w Porębie